# Tour d'Italie 1934
La 22e édition du Tour d'Italie s'est élancée de Milan le 19 mai 1934 et est arrivée à Milan le 10 juin. L'Italien Learco Guerra s'y est imposé.

## Équipes participantes
| N. | Code | Équipe  |
| -- | ---- | ------- |
|    | BIA  | Bianchi |
|    | DEI  | Dei     |
|    | GAN  | Ganna   |
|    | GLO  | Gloria  |
|    | LEG  | Legnano |

| N. | Code | Équipe           |
| -- | ---- | ---------------- |
|    | MAI  | Maino-Clément    |
|    | OLY  | Olympia          |
|    | OMP  | France Olympique |
|    | IND  | Individuel       |

## Classement général
| Classement général final |                   |
| --- | ----------------- |
| \| 1. Learco Guerra \| 121 h 17 min 17 s \| \| 2. Francesco Camusso \| à 51 s \| \| 3. Giovanni Cazzulani \| à 4 min 59 s \| \| 4. Giuseppe Olmo \| à 5 min 39 s \| \| 5. Giovanni Gotti \| à 8 min 01 s \| \| 6. Remo Bertoni \| à 15 min 30 s \| \| 7. Domenico Piemontesi \| à 15 min 30 s \| \| 8. Adriano Vignoli \| à 24 min 46 s \| \| 9. Luigi Giacobbe \| à 25 min 58 s \| \| 10. Luigi Barral \| à 33 min 18 s \| \| 105 partants, 52 arrivés \| \| |                   |
| 1. Learco Guerra | 121 h 17 min 17 s |
| 2. Francesco Camusso | à 51 s            |
| 3. Giovanni Cazzulani | à 4 min 59 s      |
| 4. Giuseppe Olmo | à 5 min 39 s      |
| 5. Giovanni Gotti | à 8 min 01 s      |
| 6. Remo Bertoni | à 15 min 30 s     |
| 7. Domenico Piemontesi | à 15 min 30 s     |
| 8. Adriano Vignoli | à 24 min 46 s     |
| 9. Luigi Giacobbe | à 25 min 58 s     |
| 10. Luigi Barral | à 33 min 18 s     |
| 105 partants, 52 arrivés |                   |

## Étapes
| Étape     | Date    | Villes étapes                | km       | Vainqueur d'étape  | Leader du classement général |
| 1re étape | 19 mai  | Milan – Turin                | 169      | Francesco Camusso  | Francesco Camusso            |
| 2e étape  | 20 mai  | Turin - Gênes                | 206      | Learco Guerra      | Francesco Camusso            |
| 3e étape  | 22 mai  | Gênes - Livourne             | 220      | Learco Guerra      | Francesco Camusso            |
| 4e étape  | 23 mai  | Livourne - Pise              | 45 (clm) | Learco Guerra      | Learco Guerra                |
| 5e étape  | 24 mai  | Pise - Rome                  | 333      | Learco Guerra      | Learco Guerra                |
| 6e étape  | 26 mai  | Rome - Naples                | 228      | Learco Guerra      | Learco Guerra                |
| 7e étape  | 27 mai  | Naples - Bari                | 339      | Adriano Vignoli    | Learco Guerra                |
| 8e étape  | 29 mai  | Bari - Campobasso            | 245      | Félicien Vervaecke | Giuseppe Olmo                |
| 9e étape  | 30 mai  | Campobasso - Teramo          | 283      | Learco Guerra      | Learco Guerra                |
| 10e étape | 31 mai  | Teramo - Ancône              | 214      | Learco Guerra      | Learco Guerra                |
| 11e étape | 2 juin  | Ancône - Rimini              | 213      | Learco Guerra      | Learco Guerra                |
| 12e étape | 3 juin  | Rimini - Florence            | 176      | Learco Guerra      | Learco Guerra                |
| 13e étape | 4 juin  | Florence - Bologne           | 120      | Giuseppe Olmo      | Francesco Camusso            |
| 14e étape | 6 juin  | Bologne - Ferrare (clm)      | 59       | Learco Guerra      | Learco Guerra                |
| 15e étape | 7 juin  | Ferrare - Trieste            | 273      | Fabio Battesini    | Learco Guerra                |
| 16e étape | 8 juin  | Trieste - Bassano del Grappa | 273      | Giuseppe Olmo      | Learco Guerra                |
| 17e étape | 10 juin | Bassano del Grappa - Milan   | 315      | Giuseppe Olmo      | Learco Guerra                |

## Classements annexes
| Classement de la montagne | Remo Bertoni       | ... points   |
| Deuxième                  | Luigi Barral       | ... points   |
| Troisième                 | Félicien Vervaecke | ... points   |
| Classement par équipes    | Gloria             | ...h ..' .." |

## Sources
- (nl) Cet article est partiellement ou en totalité issu de l’article de Wikipédia en néerlandais intitulé « Ronde van Italië 1934 » (voir la liste des auteurs).